# Odbojkaški klub Radnički Kragujevac
L'Odbojkaški Klub Radnički Kragujevac è una società pallavolistica maschile serba con sede a Kragujevac: milita nel campionato di Superliga.

## Palmarès
- Campionato serbo: 2

2008-09, 2009-10
- Coppa di Serbia: 1

2007-08, 2024-25

## Rosa 2013-2014
| N° | Nome                  | Ruolo | Data di nascita   | Nazionalità sportiva |
| -- | --------------------- | ----- | ----------------- | -------------------- |
| -  | Dejan Matić           | All   | -                 | Serbia               |
| 1  | Lazar Ćirović         | S     | 26 febbraio 1992  | Serbia               |
| 2  | Petar Premović        | S/O   | 1994              | Serbia               |
| 3  | Igor Jovanović        | P     | 17 maggio 1990    | Serbia               |
| 4  | Duško Dronjak         | S     | 1994              | Serbia               |
| 5  | Arsenije Protić       | L     | 1990              | Serbia               |
| 6  | Ivan Perović          | S     | 17 settembre 1991 | Serbia               |
| 7  | Dušan Vulović         | S     | 1985              | Serbia               |
| 8  | Radiša Stevanović     | S/O   | 29 marzo 1990     | Serbia               |
| 9  | Milan Ilić            | P     | 3 agosto 1977     | Serbia               |
| 11 | Uglješa Ilić          | S/O   | 1998              | Serbia               |
| 13 | Marko Maksimović      | C     | 1985              | Serbia               |
| 14 | Aleksandar Blagojević | C     | 5 agosto 1993     | Serbia               |
| 15 | Srđan Pantelić        | L     | 14 settembre 1988 | Serbia               |
| 16 | Nikola Goić           | C     | 1994              | Serbia               |